# Épenoy
Épenoy és un municipi francès situat al departament del Doubs i a la regió de Borgonya - Franc Comtat. L'any 2007 tenia 544 habitants.

## Demografia

### Població
El 2007 la població de fet d'Épenoy era de 544 persones. Hi havia 206 famílies de les quals 44 eren unipersonals (24 homes vivint sols i 20 dones vivint soles), 61 parelles sense fills, 85 parelles amb fills i 16 famílies monoparentals amb fills.
La població ha evolucionat segons el següent gràfic:
Habitants censats

### Habitatges
El 2007 hi havia 224 habitatges, 209 eren l'habitatge principal de la família, 8 eren segones residències i 7 estaven desocupats. 184 eren cases i 40 eren apartaments. Dels 209 habitatges principals, 162 estaven ocupats pels seus propietaris, 38 estaven llogats i ocupats pels llogaters i 9 estaven cedits a títol gratuït; 2 tenien una cambra, 7 en tenien dues, 22 en tenien tres, 38 en tenien quatre i 139 en tenien cinc o més. 184 habitatges disposaven pel capbaix d'una plaça de pàrquing. A 85 habitatges hi havia un automòbil i a 104 n'hi havia dos o més.

### Piràmide de població
La piràmide de població per edats i sexe el 2009 era:
| Homes | Edats   | Dones |
| ----- | ------- | ----- |
| 0     | 95 o +  | 4     |
| 0     | 90 a 94 | 0     |
| 0     | 85 a 89 | 4     |
| 8     | 80 a 84 | 8     |
| 8     | 75 a 79 | 24    |
| 8     | 70 a 74 | 4     |
| 16    | 65 a 69 | 8     |
| 8     | 60 a 64 | 16    |
| 4     | 55 a 59 | 4     |
| 8     | 50 a 54 | 12    |
| 12    | 45 a 49 | 8     |
| 8     | 40 a 44 | 16    |
| 28    | 35 a 39 | 16    |
| 32    | 30 a 34 | 28    |
| 32    | 25 a 29 | 20    |
| 12    | 20 a 24 | 12    |
| 8     | 15 a 19 | 20    |
| 12    | 10 a 14 | 4     |
| 4     | 5 a 9   | 16    |
| 28    | 0 a 4   | 32    |

## Economia
El 2007 la població en edat de treballar era de 328 persones, 261 eren actives i 67 eren inactives. De les 261 persones actives 252 estaven ocupades (146 homes i 106 dones) i 9 estaven aturades (3 homes i 6 dones). De les 67 persones inactives 28 estaven jubilades, 16 estaven estudiant i 23 estaven classificades com a «altres inactius».

### Ingressos
El 2009 a Épenoy hi havia 218 unitats fiscals que integraven 591 persones, la mediana anual d'ingressos fiscals per persona era de 18.184 €.

### Activitats econòmiques
Dels 17 establiments que hi havia el 2007, 2 eren d'empreses alimentàries, 1 d'una empresa de fabricació d'altres productes industrials, 8 d'empreses de construcció, 1 d'una empresa de comerç i reparació d'automòbils, 1 d'una empresa de transport, 1 d'una empresa financera, 1 d'una empresa immobiliària i 2 d'empreses de serveis.
Dels 8 establiments de servei als particulars que hi havia el 2009, 3 eren paletes, 1 guixaire pintor, 1 fusteria, 1 electricista, 1 empresa de construcció i 1 agència immobiliària.
L'únic establiment comercial que hi havia el 2009 era una fleca.
L'any 2000 a Épenoy hi havia 13 explotacions agrícoles.

## Equipaments sanitaris i escolars
El 2009 hi havia 1 escola maternal i 1 escola elemental integrada dins d'un grup escolar amb les comunes properes formant una escola dispersa.

## Poblacions més properes
El següent diagrama mostra les poblacions més properes.